# Jordynne Grace
Pour les articles homonymes, voir Parker et Grace.
Patricia Parker (née le 5 mars 1996 à Carson City (Nevada)) est une catcheuse (lutteuse professionnelle) américaine. Elle travaille actuellement à la World Wrestling Entertainment, dans la division NXT, sous le nom de Jordynne Grace.

## Jeunesse
Patricia Parker grandit au Texas avec sa famille. Elle est fan de catch et va souvent voir des spectacles des petites fédérations texanes.

## Carrière de catcheuse

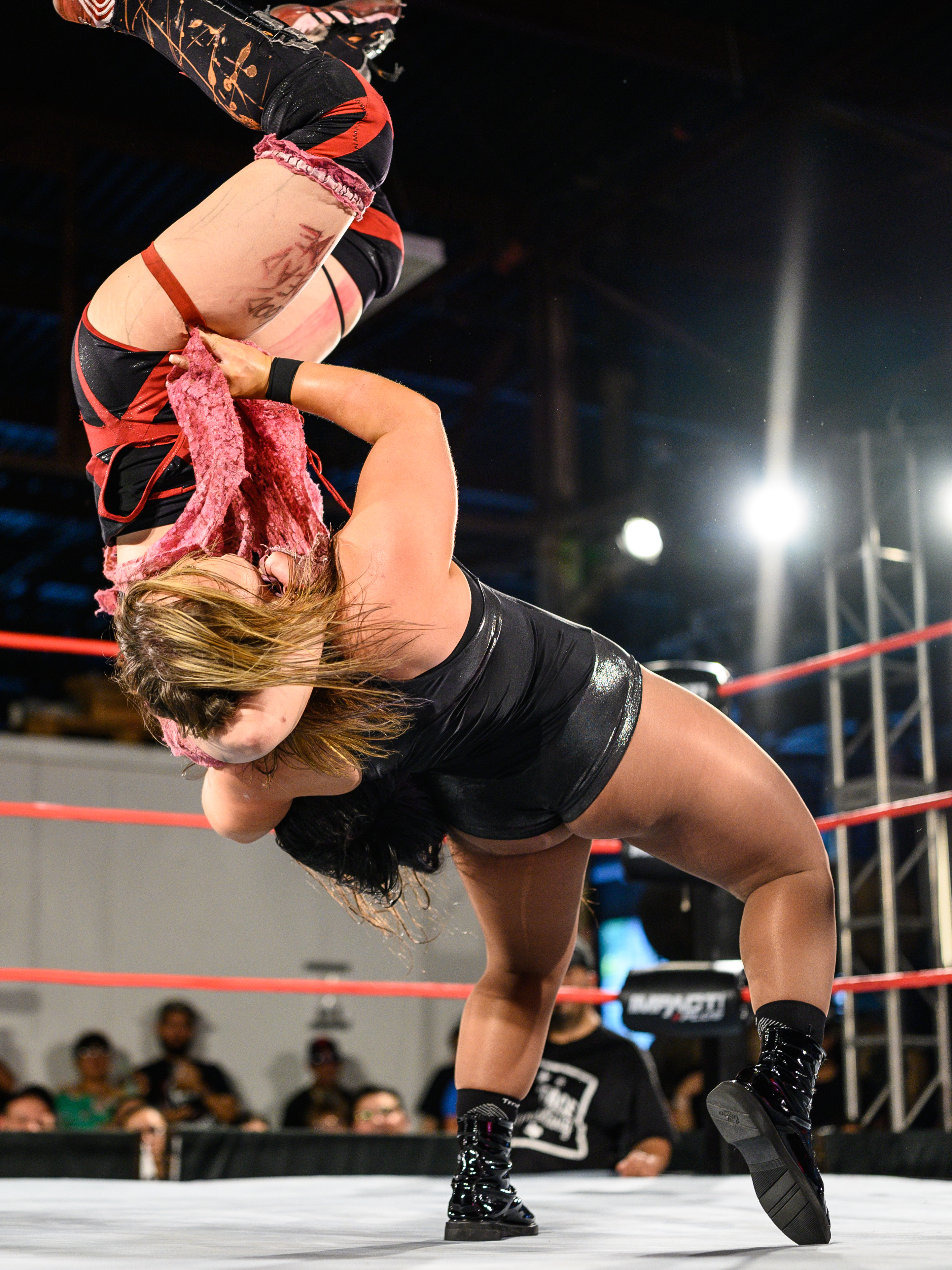
Jordynne Grace & Vannarah Riggs - 5 juillet 2019.
Bash at the Brewery diffusé sur IMPACT Twitch et IMPACT Plus

### Débuts et diverses fédérations (2012-...)
En 2010, elle s'entraîne dans une école de catch à Austin ainsi qu'au Mexique à l'école de la Lucha Libre Femenil. Elle commence sa carrière en 2012 et lutte des deux côtés de la frontière. À la Lucha Libre Femenil elle apprend surtout à se protéger des blessures car les catcheuses ont un style de catch beaucoup plus violent qu'aux États-Unis.
Elle quitte le Texas en 2013 pour travailler d'abord à Saint-Louis dans le Missouri puis sur la cote est des États-Unis.
Elle commence à se faire connaitre en 2014 grâce à ses combats à l'IWA Mid-South (en) et à la Combat Zone Wrestling. Parmi ces combats il y a une victoire face à Heidi Lovelace dans un Falls Count Anywhere match le 8 février à l'IWA Mid-South.
À partir de 2017, elle commence par faire équipe avec LuFisto et se font surnommer Team PAWG (PAWG pour Phat Ass White Girls). Elles affrontent plusieurs équipes de catcheurs dans des matchs par équipes inter-genre. Elles ont notamment vaincu le 5 avril 2018 EYFBO (Angel Ortiz et Mike Draztik), une équipe qui est alors champion du monde par équipe d'Impact Wrestling. Elles sont contraintes de se séparer courant 2018, LuFisto devant se faire opérer début juillet.
En octobre, la Smash Wrestling, une fédération de catch canadienne, annonce que LuFisto va affronter son équipière le 27 lors de CANUSA Classic 2018. Grace parvient à vaincre son équipière. À la suite de cela une rivalité se met en place Twitter où Grace qui agresse son ancienne équipière demandant à ce qu'elle la reconnaisse comme étant son héritière spirituelle. Le 2 novembre à SHINE 54, Grace provoque sa rivale après un match pour le championnat de la SHINE face à Allysin Kay avant de l'attaquer. Elles s'affrontent le 19 janvier 2019 à SHINE 56 dans un match sans disqualification qui se termine sans gagnante, les deux catcheuses ayant mit K.O. deux arbitres puis les autres catcheuses viennent les séparer.

### Impact Wrestling/Total Nonstop Action Wrestling (2018-2025)
Le 17 octobre 2018, elle signe officiellement avec l'Impact Wrestling pour deux ans. Le 8 novembre à Impact!, elle fait ses débuts, dispute son premier match et bat Katarina Leigh. 
Le 6 janvier 2019 à Homecoming, Kiera Hogan et elle perdent face à Su Yung et Allie par soumission. 
Le 4 avril à United We Stand, elle ne remporte pas le titre Knockouts, battue par Taya Valkyrie dans un Fatal 4-Way match qui inclut également Katie Forbes et Rosemary. Vingt-quatre soirs plus tard à Rebellion, elle ne remporte pas la ceinture, rebattue par sa même adversaire.
Le 20 octobre à Bound for Glory, elle ne remporte pas le 20-Person Call Your Shot Gauntlet match, gagné par Eddie Edwards.  
Le 12 janvier 2020 à Hard to Kill, elle ne remporte pas la ceinture, rebattue par sa même opposante dans un 3-Way match qui inclut également ODB. Le 11 février à Impact!, elle devient la nouvelle championne Knockout de la TNA en prenant sa revanche sur Taya Valkyrie et remporte le titre pour la première fois de sa carrière. 
Le 18 juillet à Slammiversary XVIII, elle ne conserve pas sa ceinture, battue par Deonna Purrazzo par soumission, ce qui met fin à un règne de 183 jours. Le 25 août à Emergence, elle ne remporte pas la ceinture, rebattue par sa même adversaire dans un 30-Minute Iron Women match (1-2).
Le 3 octobre à Victory Road, elle perd face à Tenille Dashwood. Le 14 novembre à Turning Point, l'Australienne et elle perdent face à Rosemary et Taya Valyrie.
Le 9 janvier 2021 à Genesis, elle bat Jazz. 
Le 25 avril à Rebellion, Rachael Ellering et elle deviennent les nouvelles championnes Knockouts par équipes d'Impact en battant Fire'N'Flava (Kiera Hogan et Tasha Steelz) et remportent les titres pour la première fois de leurs carrières. Le 15 mai à Under Siege, elles ne conservent pas leurs ceintures, battues par leurs mêmes adversaires dans un match revanche, ce qui met fin à un règne de 20 jours. Le 12 juin à Against All Odds, elle reperd face à la catcheuse australienne.
Le 23 octobre à Bound for Glory, elle devient la première championne Digital Media d'Impact de l'histoire en battant Crazzy Steve, Fallah Bahh, John Skyler, Chelsea Green et Madison Rayne dans un 6-Way Intergender Scramble match. Le 20 novembre à Turning Point, elle conserve son titre en rebattant la catcheuse canadienne.
Le 8 janvier 2022 à Hard to Kill, elle ne devient pas aspirante no 1 au titre Knockouts d'Impact, battue par Tasha Steelz dans un Knockouts Ultimate X match qui inclut également Alisha Edwards, Chelsea Green, Lady Frost, Rachael Ellering et Rosemary. Le 3 février à Impact!, elle ne conserve pas sa ceinture, battue par Matt Cardona, ce qui met fin à un règne de 90 jours. Seize soirs plus tard à No Surrender, elle ne remporte pas le titre Digital Media d'Impact, rebattue par son même adversaire par disqualification.
Le 23 avril à Rebellion, W. Morrissey et elle ne remportent pas les titres mondiaux par équipes d'Impact, battus par Violent by Design (Eric Young et Joe Doering) dans un 8-Elimination Tag Team Challenge match qui inclut également Heath et Rhino, Honor No More (Matt Taven et Mike Bennett), Johnny Swinger et Zicky Dice, Rich Swann et Willie Mack, les Good Brothers et les Major Players. Le 19 juin à Slammiversary, elle redevient championne Knockouts d'Impact, pour la seconde fois, en rebattant Tasha Steelz et Chelsea Green, puis en battant Deonna Purrazzo et Mia Yim dans un Queen of the Mountain match.
Le 1er juillet à Against All Odds, elle conserve son titre en rebattant l'ancienne championne. Le 12 août à Emergence, elle conserve son titre en rebattant Mia Yim.

### World Wrestling Entertainment (2024-...)
Le 27 janvier 2024 au Royal Rumble, elle fait ses débuts à la World Wrestling Entertainment, entre dans son tout premier Women's Royal Rumble match en 5e position, mais se fait éliminer par Bianca Belair après 19 minutes de match. 
Le 4 juin à NXT, elle fait ses débuts dans le show jaune, dispute son premier match et bat Stevie Turner. 5 soirs plus tard à NXT Battleground, elle ne remporte pas le titre féminin de NXT, battue par Roxanne Perez.
Le 27 janvier 2025, elle signe officiellement avec la World Wrestling Entertainment. Le 1er février au Royal Rumble, elle entre dans le Women's Royal Rumble match en 19e position, élimine Jaida Parker avant d'être elle-même éliminée par Giulia après 22 minutes de match. 
Le 19 avril à NXT Stand & Deliver, elle ne remporte pas la ceinture féminine du show jaune, battue par Stephanie Vaquer dans un Fatal 4-Way match qui inclut également la catcheuse japonaise et Jaida Parker. Le 25 mai à NXT Battleground, elle ne remporte pas la ceinture, rebattue par sa même adversaire.
Le 12 juillet à NXT: The Great American Bash, Blake Monroe et elle battent Fatal Influence (Jacy Jayne et Jazmyn Nyx). Le lendemain à Evolution, elle ne remporte pas la ceinture, battue par la leader du clan ennemi. Pendant le combat, la catcheuse britannique, qui l'accompagnait, effectue un Heel Turn, la frappe avec la ceinture de son adversaire et se range du côté de la gagnante.

## Vie privée
Patricia Parker est en couple avec le catcheur Jonathan Gresham et ils sont fiancés depuis le 21 décembre 2018,.

## Palmarès
- Battle Club Pro (BCP)
  - 1 fois championne des ICONS de la BCP[48]
- Black Label Pro (BLP)
  - 1 fois championne poids lourd de la BLP[49]
- Impact ! Wrestling
  - 1 fois Impact Digital Media Champion
  - 3 fois Impact Knockout Champion
  - 1 fois Impact Knockout Tag Team Champion avec Rachael Ellering
  - 1er Knockouts Triple Crown Champion

- Lancaster Championship Wrestling (LCW)
  - 1 fois championne Vixen de la LCW[50]
- NOVA Pro Wrestling
  - Women's Commonwealth Cup 2018[51]
- Progress Wrestling
  - 1 fois championne féminine de la PROGRESS[52]
- Pro Wrestling Magic (PWM)
  - 1 fois championne féminine de la PWM[53]
- Women Superstars Uncensored (WSU)
  - 1 fois championne Spirit de la WSU[54]
- Women's Wrestling Revolution
  - Tournament for Tomorrow 2017[55]
- Zelo Pro Wrestling
  - 1 fois Zelo Pro Women's Champion

## Récompenses des magazines
- Pro Wrestling Illustrated
  - Classée 179e du classement PWI 500 en 2021[56]

| Année | 2018 | 2019 | 2020 | 2021 | 2022 | 2023 | 2024 |
| ----- | ---- | ---- | ---- | ---- | ---- | ---- | ---- |
| Rang  | 48   | 26   | 12   | 22   | 6    | 10   | 2    |

- Sports Illustrated
  - Classée 10e du Top 10 des catcheuses de l'année 2018[58]
  - Classée 9e du Top 10 des catcheuses de l'année 2019[59]